# Medetera
Medetera is een geslacht uit de familie van de slankpootvliegen (Dolichopodidae).

## Soorten
- M. aberrans Wheeler, 1899
- M. abstrusa Thuneberg, 1955
- M. acanthura Negrobov & Thuneberg, 1970
- M. adjaniae Gosseries, 1988
- M. aeneiventris Van Duzee, 1933
- M. aequalis Van Duzee, 1919
- M. albiseta Parent, 1927
- M. albisetosa (Parent, 1925)
- M. aldrichii Wheeler, 1899
- M. alpina Harmston and Knowlton, 1941
- M. ambigua (Zetterstedt, 1843)
- M. annulitarsus von Roser, 1840
- M. apicalis Zetterstedt, 1843
- M. arnaudi Harmston, 1951
- M. arrogans (Parent, 1927)
- M. belgica Parent, 1936
- M. betulae Ringdahl, 1949
- M. bilineata Frey, 1915
- M. bisecta Negrobov, 1967
- M. bispinosa Negrobov, 1967
- M. bistriata Parent, 1929
- M. borealis Thuneberg, 1955
- M. brevitarsa Parent, 1927
- M. californiensis Wheeler, 1899
- M. canadensis Bickel, 1985
- M. capillata Negrobov, 1971
- M. capitiloba Negrobov, 1971
- M. collarti Negrobov, 1967
- M. complicata Negrobov, 1967
- M. crassivenis Curran, 1928
- M. cuspidata Collin, 1941
- M. cyanogaster Wheeler, 1899
- M. chrysotimiformis Kowarz, 1868
- M. delita Negrobov, 1971
- M. dendrobaena Kowarz, 1877
- M. diadema (Linnaeus, 1767)
- M. dichrocera Kowarz, 1877
- M. dorycondylus Bickel, 1985
- M. excellens Frey, 1909
- M. excipiens Becker, 1922
- M. excisa Parent, 1914
- M. falcata Van Duzee, 1919
- M. fasciata Frey, 1915
- M. feminina Negrobov, 1967
- M. flavipes Meigen, 1824
- M. flinflon Bickel, 1985
- M. freyi Thuneberg, 1955
- M. fumida Negrobov, 1967
- M. furcata Curran, 1928
- M. gaspensis Bickel, 1985
- M. glauca Loew, 1869
- M. glaucella Kowarz, 1877
- M. gracilicauda Parent, 1927
- M. gussakovskii Negrobov, 1966
- M. halteralis Van Duzee, 1919
- M. impigra Collin, 1941
- M. incrassata Frey, 1909
- M. infumata Loew, 1857
- M. insignis Girschner, 1888
- M. inspissata Collin, 1952
- M. isobellae Bickel, 1985
- M. jacula (Fallen, 1823)
- M. jugalis Collin, 1941
- M. kerzhneri Negrobov, 1966
- M. kowarzi Negrobov, 1974
- M. krivosheinae Negrobov, 1968
- M. longicauda Becker, 1917
- M. longinervis Van Duzee, 1928
- M. lorea Negrobov, 1967
- M. marylandica Robinson, 1967
- M. maura Wheeler, 1899
- M. melancholica Lundbeck, 1912
- M. meridionalis Negrobov, 1967
- M. micacea Loew, 1857
- M. miki Negrobov, 1974
- M. mixta Negrobov, 1967

- M. modesta Van Duzee, 1914
- M. morgei Negrobov, 1971
- M. muralis Meigen, 1824
- M. murina Becker, 1917
- M. negrobovi Gosseries, 1988
- M. neomelancholia Bickel, 1985
- M. nigripes Loew, 1861
- M. nitida (Macquart, 1834)
- M. nova Van Duzee, 1919
- M. obesa Kowarz, 1877
- M. obscura (Zetterstedt, 1838)
- M. oscillans Allen, 1976
- M. pallens Negrobov, 1967
- M. pallidior (Stackelberg, 1937)
- M. pallipes (Zetterstedt, 1843)
- M. parenti Stackelberg, 1925
- M. parvicornis Santos Abreu, 1929
- M. peloria Negrobov, 1967
- M. perfida Parent, 1932
- M. perplexa (Becker, 1917)
- M. petrophila Kowarz, 1877
- M. petrophiloides Parent, 1925
- M. petulca Wheeler, 1899
- M. physothrix Bickel, 1985
- M. pinicola Kowarz, 1877
- M. platythrix Bickel, 1985
- M. plumbella Meigen, 1824
- M. polonica Negrobov & Capecki, 1977
- M. postminima Steyskal, 1967
- M. potomac Bickel, 1985
- M. prjachinae Negrobov, 1974
- M. protuberans Negrobov, 1967
- M. pseudoapicalis Thuneberg, 1955
- M. pseudosibirica Bickel, 1985
- M. pulchrifacies Santos Abreu, 1929
- M. relicta Negrobov, 1967
- M. roghii Rampini & Canzoneri, 1979
- M. saguaroicola Bickel, 1985
- M. saxatilis Collin, 1941
- M. seguyi Parent, 1926
- M. senicula Kowarz, 1877
- M. setiventris Thuneberg, 1955
- M. signaticornis Loew, 1857
- M. similis Van Duzee, 1919
- M. stackelbergiana Negrobov, 1967
- M. storai Frey, 1935
- M. striata Parent, 1927
- M. subsignaticornis Bickel, 1985
- M. sylvestris (Becker, 1908)
- M. takagii Negrobov, 1970
- M. taurica Negrobov, 1974
- M. tenuicauda Loew, 1857
- M. thunebergi Negrobov, 1967
- M. tristis (Zetterstedt, 1838)
- M. truncorum Meigen, 1824
- M. tuktoyaktuk Bickel, 1985
- M. tumidula Negrobov, 1967
- M. unisetosa Collin, 1941
- M. utahensis Bickel, 1985
- M. vagans Becker, 1917
- M. veles Loew, 1861
- M. vidua Wheeler, 1899
- M. vittata Van Duzee, 1919
- M. vockerothi Bickel, 1985
- M. xerophila Wheeler, 1899
- M. zinovjevi Negrobov, 1967